# پیو باروخا
پیو باروخا(به اسپانیایی: Pío Baroja y Nessi) از نویسندگان و داستان‌سرایان معروف اسپانیاست.
او به سال ۱۸۷۲ متولد شد. پزشک بود ولی پزشکی را رها کرد و به نویسندگی پرداخت. پیو باروخا، نویسنده‌ای آزادیخواه و شوخ بود، مانند میگل د اونامونو، نسبت به زندگی نظری بدبین داشت. نوشته‌های او شامل بحث درباره مسائلی است که با قراردادهای اجتماعی در تعارض است. تا پایان عمر ازدواج نکرد. وی در سال ۱۹۵۶ درگذشت
آثار او هشتاد عنوان را شامل می‌شود. «بیقراری‌های شانتی آندیا» (۱۹۵۹) از مهمترین آثار اوست.